# Сорочиця
Сорочиця (Cracticus) — рід горобцеподібних птахів родини ланграйнових (Artamidae). Містить 6 видів.

## Поширення
Сорочиці поширені в Австралії, Новій Гвінеї та сусідніх островах. Трапляються у різноманітних середовищах: від дощових лісів до напівпосушливих чагарникових районів.

## Опис
Птахи середнього розміру, завдовжки 25-35 см. Зовні схожі на ворон. Птахи з довгим квадратним хвостом, великою головою з сильним витягнутим дзьобом. Кінчик верхньої частини дзьоба злегка загнутий донизу. Ноги міцні з вигнутими кігтями. Оперення чорно-білого забарвлення, один вид повністю чорний.

## Спосіб життя
Сорочиці трапляються у невеликих зграях. Більшу частину дня вони сидять на високому дереві, вичікуючи здобич. Вони полюють на великих комах та інших безхребетних, інколи на дрібних хребетних.

## Види
- сорочиця сіроспинна (Cracticus torquatus)
- сорочиця срібноспинна (Cracticus argenteus)[2]
- сорочиця чорноспинна (Cracticus mentalis)
- сорочиця чорновола (Cracticus nigrogularis)
- сорочиця новогвінейська (Cracticus cassicus)
- сорочиця тагуланська (Cracticus louisiadensis)